# ミツワマーケットプレイス

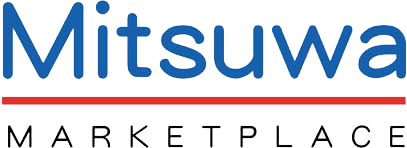
ミツワマーケットプレイスのロゴ

ミツワマーケットプレイス（Mitsuwa Marketplace）は、アメリカ合衆国において最大の日系ショッピングセンターチェーンである。
ミツワ コーポレーション（カリフォルニア州トーランス市）が運営し、日本食料品スーパーマーケットを中心とするショッピングセンターがカリフォルニア州 8店舗、イリノイ州、ニュージャージー州、テキサス州、ハワイ州各1店舗の合計12店舗で運営されている。

## 概要
1979年にヤオハン・グループ傘下のヤオハンUSA社がカリフォルニア州フレズノ市にスーパーマーケットを開業した。
1984年にはヤオハンUSA社がトーランス市に現在のかたちでのスーパーマーケット運営を開始し全米各地に店舗を拡大した。
1997年にヤオハン ジャパンが経営破綻した後、当時のヤオハンUSAの幹部社員が独立し現在の運営会社を買収・営業譲渡を受けた。
2012年12月 宮城県仙台市に本社を置く東証一部上場の総合商社カメイが買収し、同社における北米事業の中核企業として運営されている。

## 運営会社
ミツワコーポレーション（Mitsuwa Corporation）
- 設立:　1998年3月
- 本社所在地:　1815 West 213th St, Suite235, Torrance, CA 90501
- 代表:　伊妻 健之
- 従業員数:　430人
- 資本金:　4,000万ドル
- 株式:　非公開

## 店舗

### カリフォルニア州

サンディエゴ店

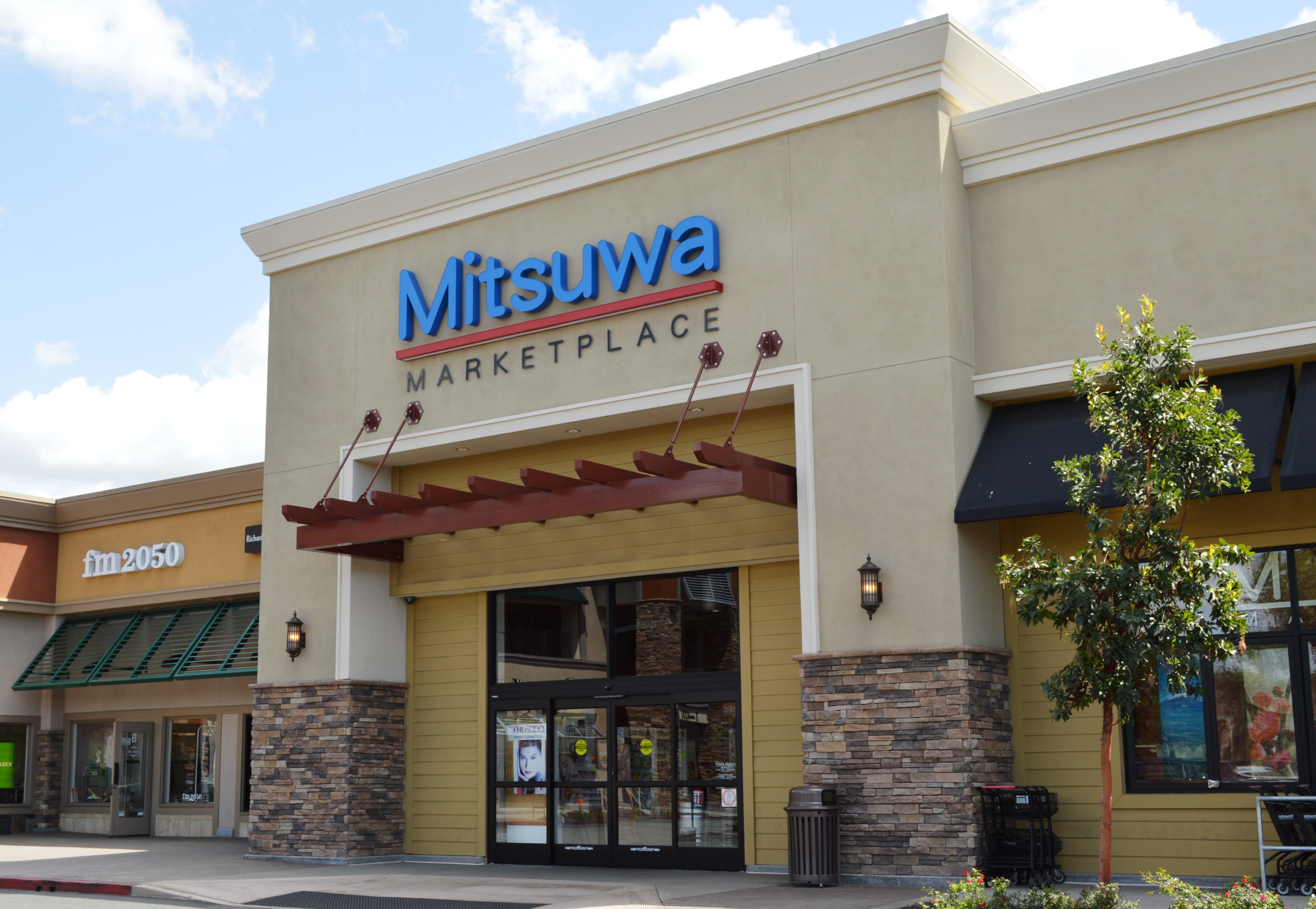
アーバイン店

- LAノースリッジ店

2023年1月21日オープン。
当該店舗が存在するサンフェルナンド・バレーエリアでの日系スーパーの進出は歴史上初めてである。
サンフェルナンド・バレーは映画「ベストキッド」「コブラ会」の舞台となった。
- トーランス デルアモ店（2020年2月から改称）

1984年に旧ヤオハン店舗として開店した。
1990年には移転し規模を大きくして運営開始。
ロサンゼルス郡トーランス市は当時からトヨタをはじめ日本から進出した企業が多く所在し日本人が多く住むエリアである。
2020年1月末に旧店舗を閉店し、同年2月28日に市内のショッピングモール内（デルアモ ファッションセンター）に移転グランドオープンした。　
- サンタモニカ店

1986年オープン。
ロサンゼルス市サンタモニカエリアに所在。
米国俳優で元カリフォルニア州知事のアーノルド・シュワルツェネッガーが若い頃に屋外ジムでトレーニングに励んでいたべニスビーチに程近く、場所がら白人の顧客層が多い。
- サンガブリエル店

1990年オープン
ロサンゼルス郡サンガブリエル（San Gabriel）に所在。
ミツワマーケットプレイス全店舗で最もコンパクトな店舗である。
- コスタメサ店

1985年オープン
オレンジ郡コスタメサ（Costa Mesa）に所在。
- サンディエゴ店

1993年オープン。
カリフォルニア州サンディエゴ郡サンディエゴ市に所在。
- サンノゼ店

1985年オープン。
シリコンバレーエリアに所在し、近隣にはアップル本部がある。カリフォルニア州サンタクララ郡サンノゼ市に所在。
- アーバイン店

2011年オープン。
オレンジ郡アーバイン市のヘリテイジプラザ内に所在。
2011年2月に店舗の工事が始まり、同12月17日にオープンした。

### イリノイ州
- シカゴ店

1987年オープン。
シカゴ郊外のアーリントンハイツ市（Arlington Heights）に所在。
2019年に大規模な改装リニューアルを行った。

### ニュージャージー州

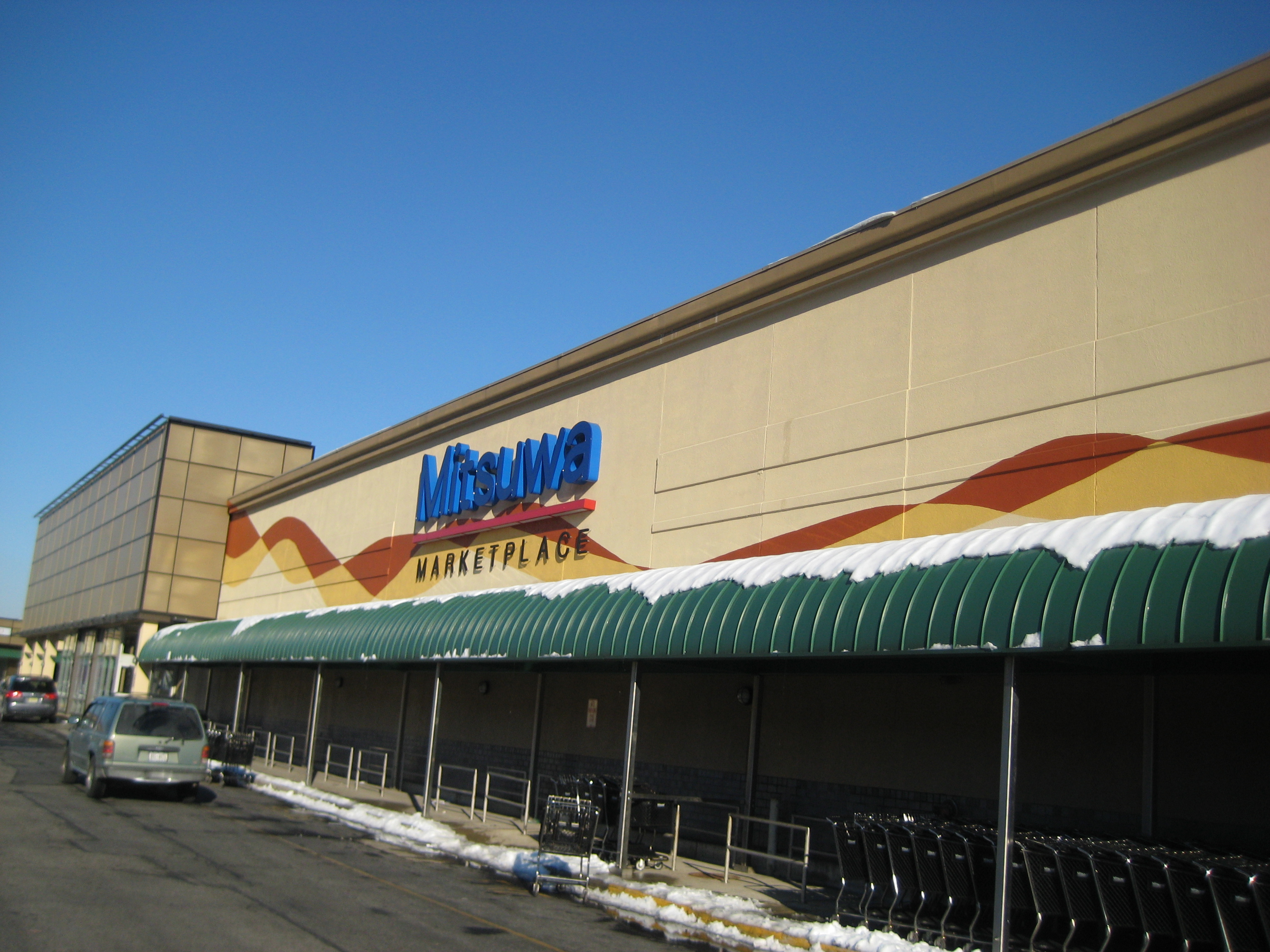
ニュージャージー店

- ニュージャージー店

1986年オープン。
同社全店舗の中で最大規模であり、マーケット棟とテナント棟及びレストラン棟が存在する。
ハドソン川を挟んでニューヨーク・マンハッタンの対岸にあたるニュージャージー州エッジウォーター（Edgewater）に所在する。
2009年1月15日に発生したUSエアウェイズによる不時着水事故、いわゆる「ハドソン川の奇跡」を目視することが出来た場所に位置する。
本店舗が位置するバーゲン郡は、同州内でアジア系住民の比率が最も高い地区である。
おむすび権米衛が店内に出店している。

### テキサス州
- テキサス プレイノ店

2017年4月14日オープン。
テキサス州ダラス市の北東郊外にあるプレイノ市に所在。プレイノ市には北米トヨタ本部がある。
プレイノ市は教育水準が高く、治安も良いエリアであり、近年、全米から有力企業の本部機能が集積している。

### ハワイ州
- ハワイ ワイキキ店

2017年5月15日にオープン。
ワイキキ市内のメイン通りであるカラカウア通りのインターナショナルマーケットプレイス（通称IMP）
2階クヒオ通り側に面した場所に所在。

## テナント（専門店）
ショッピングセンターは基本的に日本食料品や生活雑貨を中心に扱うスーパーマーケットを核としているが、多くの店舗ではさらに以下に示すような企業・店舗がテナントとして入居している。ほぼ全てが日系であり、結果としてショッピングセンター全体は日本さながらの様相を呈する。各店舗では定期的に日本の各自治体や地域とのコラボレーションイベントも多く開催されている。
（代表的なテナント - 店舗により異なる）
- 紀伊國屋書店
- 濱田家パン
- みささ（和食）
- J.sweets （日本銘菓）
- らーめん山頭火
- 仙台牛タン専門店「司」
- 天丼 金子半之助
- 伝説のすた丼屋
- 麦丸うどん
- とり鉄
- 丼丼亭
- どさん子
- 資生堂
- おむすび権米衛
- 讃岐参道うどん
- 新高屋（漬物専門店）
- ダイソー